# Szabadbattyán
Szabadbattyán is een plaats (nagyközség) en gemeente in het Hongaarse comitaat Fejér. Szabadbattyán telt 4544 inwoners (2001).